# Megan Gerety
Megan C. Gerety (Anchorage, 14 ottobre 1971) è un'ex sciatrice alpina statunitense.

## Biografia
Nativa dell'Alaska e specialista delle prove veloci, debuttò in campo internazionale in occasione dei Mondiali juniores di Zinal 1990 e ottenne il primo piazzamento di rilievo in Coppa del Mondo il 15 marzo 1991 a Vail in discesa libera arrivando 5ª: tale risultato sarebbe rimasto il migliore della Gerety nel massimo circuito internazionale, che avrebbe ripetuto altre quattro volte. Ai Mondiali di Morioka 1993, sua prima presenza iridata, si classificò 18ª nella discesa libera e 24ª nel supergigante; l'anno dopo ai XVII Giochi olimpici invernali di Lillehammer 1994, sua unica presenza olimpica, si piazzò 20ª nella discesa libera e non completò il supergigante, mentre ai Mondiali di Sierra Nevada 1996 fu 5ª nella discesa libera, 21ª nel supergigante e 7ª nella combinata.
Ai Mondiali di Sestriere 1997 si classificò 25ª nella discesa libera e 30ª nel supergigante e a quelli di Vail/Beaver Creek 1999 si piazzò 8ª nella discesa libera e non completò il supergigante; ai successivi Mondiali di Sankt Anton am Arlberg 2001, sua ultima presenza iridata, fu 17ª nella discesa libera e 4ª nel supergigante a 7 centesimi dal podio e a 15 centesimi dalla vincitrice, la francese Régine Cavagnoud. Prese per l'ultima volta il via in Coppa del Mondo l'8 marzo 2001 a Åre in discesa libera, replicando per la quinta volta il suo miglior piazzamento nel circuito (5ª) nell'ultima gara in carriera; annunciò il ritiro dall'attività agonistica nel 2004, anche se non disputava gare da oltre due anni per problemi al ginocchio.
Nel 2003 si è sposata con Tommy Moe, anch'egli sciatore alpino di alto livello, con il quale ha avuto due figli e risiede a Wilson nel Wyoming.

## Bilancio della carriera
In carriera disputò 10 stagioni in Coppa del Mondo con 100 gare all'attivo (saltando l'intera annata 1999-2000 per infortunio), ottenendo spesso piazzamenti fra le prime 10 (complessivamente 16: 11 in discesa libera e 5 in supergigante), ma non riuscendo mai a salire sul podio (il suo migliore risultato nel circuito maggiore è stato il 5º posto, raggiunto in 5 occasioni).

## Palmarès

### Coppa del Mondo
- Miglior piazzamento in classifica generale: 33ª nel 2001

### Nor-Am Cup
- Miglior piazzamento in classifica generale: 2ª nel 1991[3]
- Vincitrice della classifica di discesa libera nel 1991[senza fonte]

### Campionati statunitensi
- 9 medaglie (dati parziali fino alla stagione 1994-1995):
  - 2 ori (discesa libera[4] nel 1991; discesa libera nel 1995)
  - 5 argenti (discesa libera, supergigante nel 1996; discesa libera, supergigante nel 1997; supergigante nel 1999)
  - 2 bronzi (supergigante[4] nel 1991; discesa libera nel 1999)